# Noenio Spinola
Noenio D. Spinola (Bahia, 1940) é um numismata, jornalista e escritor brasileiro.

## Biografia
Noenio se tornou colecionador particular de moedas a partir da coleção herdada pelo pai, um dono de armazém de café. Fato que posteriormente levou a confecção de suas obras educativas sobre a história das moedas e a exposição ”Dinheiro, Deuses & Poder – 2.500 anos de história política das moedas” (coleção Nomus Brasiliana), patrocinada pela Odebrecht (atual Novonor). A mostra é composta de 460 itens, entre moedas e cédula, que contam a história do sistema monetário mundial ao esclarecer aspectos históricos, financeiros e antropológicos do mesmo. Sua obra "Dinheiro, deuses e poder" foi prefaciada pelo ex-presidente Fernando Henrique Cardoso.
Spinola foi o primeiro correspondente brasileiro em Moscou, onde trabalhou para o Jornal do Brasil, durante 1979-81, e para o O Estado de S. Paulo, durante 1990-91. Foi também correspondente em Washington (1979-81) e Londres (1981-83).
Foi superintendente de Relações Institucionais da Bolsa de Valores de São Paulo e diretor da Bolsa de Mercadorias & Futuros (BM&F). Na mesma época, Noenio foi o editor da Revista Ângulos da Faculdade de Direito da UFBA, ilustrada por Calazans. Teve alguns dos seus contos publicados no suplemento literário do Diário de Notícias por Glauber Rocha e Florisvaldo Mattos.

## Obras

### Ficção
- Caras Pintadas: São Paulo, 1999 (1994).[2]
- Mariana Adeus (1998).[7]
- Dante Alighieri Visita a Comedia Paulistana (2000).[8]
- Veloz Solidão (2017).[9]

### Educativos
- Música, Matemática & Dinheiro (2010).[10]
- Dinheiro, Deuses e Poder (2011).[11]